# Sainte-Reine (Alto Saona)
 Sainte-Reine  es una población y comuna francesa, situada en la región de Franco Condado, departamento de Alto Saona, en el distrito de Vesoul y cantón de Scey-sur-Saône-et-Saint-Albin.

## Demografía
| 26 | 32 | 31 | 27 | 27 | 38 |
| Para los censos de 1962 a 1999 la población legal corresponde a la población sin duplicidades (Fuente: INSEE [Consultar]) |    |    |    |    |    |